# Mesolita transversa
Mesolita transversa là một loài bọ cánh cứng trong họ Cerambycidae.